# Andżelika Wójcik
Andżelika Wójcik (* 8. November 1996 in Lubin) ist eine polnische Eisschnellläuferin.

## Werdegang
Wójcik trat international erstmals bei den Juniorenweltmeisterschaften 2015 in Warschau in Erscheinung und errang dort den 32. Platz über 1500 m, den 28. Platz über 500 m, den 23. Platz im Massenstart und den achten Platz im Teamsprint. In den folgenden Jahren gewann sie bei den Juniorenweltmeisterschaften 2016 in Changchun die Bronzemedaille im Teamsprint und kam in der Saison 2016/17 bei der Mehrkampfeuropameisterschaft 2017 in Heerenveen auf den 15. Platz im Sprint-Mehrkampf sowie bei der Winter-Universiade 2017 in Almaty auf den 14. Platz im 2 × 500-m-Lauf, auf den neunten Rang über 1000 m und auf den fünften Platz über 1500 m. In der Saison 2017/18 nahm sie in Erfurt erstmals am Weltcup teil und lief bei den Europameisterschaften 2018 in Kolomna auf den 17. Platz über 500 m sowie auf den 14. Rang über 1000 m. Bei der Mehrkampfeuropameisterschaft 2019 in Klobenstein wurde sie Zwölfte im Sprint-Mehrkampf. In der Saison 2019/20 erreichte sie in Astana mit dem dritten Platz im Teamsprint ihre erste Podestplatzierung im Weltcup und holte bei den Europameisterschaften 2020 in Heerenveen die Bronzemedaille im Teamsprint. Zudem belegte sie dort den 15. Platz über 1000 m sowie den achten Rang über 500 m und bei den Einzelstreckenweltmeisterschaften 2020 in Salt Lake City den 21. Platz über 500 m. Im Teamsprint gewann sie dort ebenfalls die Bronzemedaille. Nach Platz neun im Sprint-Mehrkampf zu Beginn der Saison 2020/21 bei den Europameisterschaften 2021 in Heerenveen, lief sie mit vier Top-Zehn-Platzierungen auf den siebten Platz im Weltcup über 500 m und wurde dort bei den Einzelstreckenweltmeisterschaften 2021 Neunte über diese Distanz.
In der Saison 2021/22 holte Wójcik im Teamsprint in Stavanger sowie über 500 m in Salt Lake City ihre ersten Weltcupsiege. Außerdem wurde bei den Europameisterschaften 2022 in Heerenveen Vierte über 500 m und Europameisterin im Teamsprint. Beim Saisonhöhepunkt, den Olympischen Winterspielen 2022 in Peking, belegte sie den 20. Platz über 1000 m und den 11. Rang über 500 m. Zum Saisonende errang sie bei der Sprintweltmeisterschaft 2022 in Hamar den vierten Platz im Sprint-Mehrkampf und gewann im Teamsprint die Silbermedaille. In der folgenden Saison kam sie im Weltcup dreimal unter die ersten Zehn und lief bei den Europameisterschaften 2023 in Hamar auf den siebten Platz im Sprint-Mehrkampf. Nach Platz drei im Teamsprint beim Weltcup in Peking zu Beginn der Saison 2023/24, errang sie in Tomaszów Mazowiecki über 500 m ebenfalls den dritten Platz und holte bei den Europameisterschaften 2024 in Heerenveen die Silbermedaille im Teamsprint. Zudem wurde sie dort Fünfte über 500 m und kam beim Weltcup in Québec auf den zweiten Platz im Teamsprint. Beim Saisonhöhepunkt, den Einzelstreckenweltmeisterschaften 2024 in Calgary, belegte sie den neunten Platz über 500 m und holte im Teamsprint die Bronzemedaille. Die Saison beendete sie auf dem zehnten Platz im Weltcup über 500 m. In der Saison 2024/25 erreichte sie mit zwei zweiten und drei dritten Plätzen den zweiten Platz im Weltcup über 500 m. Außerdem kam sie in den Teamsprint-Wettbewerben im Weltcup zweimal auf den zweiten und einmal auf den ersten Platz. Bei den Einzelstreckenweltmeisterschaften 2025 in Hamar  belegte sie den 19. Platz über 1000 m sowie den siebten Rang über 500 m und holte erneut die Bronzemedaille im Teamsprint.
Bei polnischen Meisterschaften siegte sie bisher jeweils zweimal über 500 m (2023, 2025) sowie 1000 m (2022, 2023) und einmal im Teamsprint (2022).

## Erfolge

### Olympische Winterspiele
- 2022 Peking: 11. Platz 500 m, 20. Platz 1000 m

### Einzelstrecken-Weltmeisterschaften
- 2020 Salt Lake City: 3. Platz Teamsprint, 21. Platz 500 m
- 2021 Heerenveen: 9. Platz 500 m
- 2024 Calgary: 3. Platz Teamsprint, 9. Platz 500 m
- 2025 Hamar: 3. Platz Teamsprint, 7. Platz 500 m, 19. Platz 1000 m

### Sprintweltmeisterschaften
- 2022 Hamar: 2. Platz Teamsprint, 4. Platz Sprint-Mehrkampf

### Europameisterschaften
- 2017 Heerenveen: 15. Platz Sprint-Mehrkampf
- 2018 Kolomna: 14. Platz 1000 m, 17. Platz 500 m
- 2019 Klobenstein: 12. Platz Sprint-Mehrkampf
- 2020 Heerenveen: 3. Platz Teamsprint, 8. Platz 500 m, 15. Platz 1000 m
- 2021 Heerenveen: 9. Platz Sprint-Mehrkampf
- 2022 Heerenveen: 1. Platz Teamsprint, 4. Platz 500 m
- 2023 Hamar: 7. Platz Sprint-Mehrkampf
- 2024 Heerenveen: 2. Platz Teamsprint, 5. Platz 500 m

### Weltcupsiege

#### Weltcupsiege im Einzel
| Nr. | Datum            | Ort            | Disziplin |
| --- | ---------------- | -------------- | --------- |
| 1.  | 4. Dezember 2021 | Salt Lake City | 500 m     |

#### Weltcupsiege im Team
| Nr. | Datum             | Ort                 | Disziplin    |
| --- | ----------------- | ------------------- | ------------ |
| 1.  | 20. November 2021 | Stavanger           | Teamsprint 1 |
| 2.  | 23. Februar 2025  | Tomaszów Mazowiecki | Teamsprint 2 |

### Persönliche Bestleistungen
| Disziplin | Zeit        | Datum             | Ort            |
| --------- | ----------- | ----------------- | -------------- |
| 500 m     | 36,77 s     | 4. Dezember 2021  | Salt Lake City |
| 1000 m    | 1:14,09 min | 4. Dezember 2021  | Salt Lake City |
| 1500 m    | 2:03,62 min | 22. Oktober 2016  | Inzell         |
| 3000 m    | 4:34,99 min | 12. November 2016 | Berlin         |
| 5000 m    | 8:40,92 min | 17. Dezember 2016 | Warschau       |